# Catherine Taber
Catherine Taber, född 30 december 1979 i USA, är en amerikansk skådespelerska och röstskådespelerska som är bland annat känd för att ha gjort rösten till Padmé Amidala i Star Wars: The Clone Wars.

## Filmografi (i urval)
- 2005 – Backyardigans (TV-serie)
- 2008 – Star Wars: The Clone Wars
- 2008–2020 – Star Wars: The Clone Wars (TV-serie)
- 2012–2018 – Robot Chicken (TV-serie)
- 2015–2019 – Guardians of the Galaxy (TV-serie)
- 2016–2022 – Lugn i stormen (TV-serie)
- 2016 – Star Wars Rebels (TV-serie)
- 2020–2021 – Familjen Casagrande (TV-serie)